# Посредник (газета)
«Посредник» — еженедельная петербургская торгово-промышленная и финансовая газета, выходившая в 1840—1855 гг. и в 1857—1863 гг. С № 14 от 5 июня(24 мая) 1857 года издавалась под заглавием «Посредник промышленности и торговли».

## История
В первом номере Посредника, вышедшем 26(14) февраля 1840 года, редакция следующим образом сформулировала структуру нового издания:

 В состав Посредника входят, во-первых, все части промышленности, каковы земледелие, скотоводство, звериная и рыбная ловли, ремесла, мануфактурное и заводское производство, перевозка, сбыт и покупка произведений, и проч; во-вторых — части хозяйственного порядка, как то, управление имениями и заводами, отчётность в труде и капиталах, расположение и постройка жилищ, домашнее хозяйство, приготовление и сбережение припасов и проч; в третьих — исследование наук. 
Кроме обзоров экономической жизни Российской империи, популярных статей о промышленности и сельском хозяйстве, домоводстве, на страницах «Посредника» публиковалась биржевая информация, официальные приказы и распоряжения, отчёты и уставы обществ, обзоры книг, телеграммы, цены на различные товары как в России, так и в Европе. Стоит отметить весьма насыщенный научный отдел, который включал в себя статьи по физике, химии, минералогии, ботанике, зоологии. К газете выходили различные прибавления (телеграфные депеши, биржевые котировки, иллюстрации), в том числе и в цвете. За 1840—1845, 1847—1851, 1853, 1855 гг. к газете имеются указатели.
В декабре 1855 года выпуск «Посредника» был приостановлен, возобновлен в новом формате 11 марта (27 февраля) 1857 года (с новой нумерацией). В обновленном издании (с № 14 от 5 июня(24 мая) 1857 года выходит под заглавием «Посредник промышленности и торговли») основное внимание уделялось российским и иностранным политическим и коммерческим телеграммам. Публиковались сообщения из крупнейших торговых центров Голландии, Франции, США, Великобритании, Германских государств. В 1857—1858 гг. газета выходила в двух изданиях — утром и вечером. В 1861 году, после приобретение П. С. Усовым «Северной пчелы», «Посредник» рассылался подписчикам этой газеты бесплатно. Последний номер «Посредника промышленности и торговли» вышел 12 января(31 декабря) 1864(1863)года. В настоящий момент практически весь комплект газеты оцифрован Российской национальной библиотекой.